# Rivière de la Licorne
Rivière de la Licorne är ett vattendrag i Kanada.   Det ligger i provinsen Québec, i den östra delen av landet, 400 km norr om huvudstaden Ottawa. Rivière de la Licorne ligger vid sjöarna  Lac Ashuapmushuan Lac Bédard Lac Denaut Lac du Grand Duc Lac Gabriel-Fleury Lac Janis och Lac Turgeon.
I omgivningarna runt Rivière de la Licorne växer i huvudsak blandskog. Trakten runt Rivière de la Licorne är nära nog obefolkad, med mindre än två invånare per kvadratkilometer.